# المسالقة (السياني)

تعديل مصدري - تعديل

المسالقة هي إحدى قرى عزلة هدفان بمديرية السياني التابعة لمحافظة إب، بلغ تعداد سكانها 678 نسمة حسب تعداد اليمن لعام 2004.